# Blauwvleugelzanger
De blauwvleugelzanger (Vermivora cyanoptera) is een kleine vogel uit de familie van de Amerikaanse zangers (Parulidae).

## Kenmerken
Het verenkleed van het mannetje is geel tot olijfgroen op de top en geel aan de onderkant. De vleugels zijn blauw-grijs met twee witte strepen. Boven het oog hebben ze een korte zwarte streep. De vrouwtjes zien er wat saaier uit, maar zijn verder vergelijkbaar.

## Leefwijze
De vogels voeden zich voornamelijk met insecten.

## Broedgedrag
De blauwvleugzanger maakt het komvormige nest dicht bij de grond in een struik of op de grond zelf. In het nest legt het vrouwtje gemiddeld vier tot zeven eieren.

## Verspreiding en leefgebied
De broedgebieden zijn in het oosten van Noord-Amerika en in het zuiden van Ontario. In de winter, vertrekt de vogel naar Zuid-Amerika, maar is ook weleens gespot in West-Europa, zoals Ierland.